# Vuelta a Andalucía 1990
La 36ª edición de la Vuelta a Andalucía se disputó entre el 6 y el 11 de febrero de 1990 con un recorrido de 908,00 km dividido en 6 etapas, con inicio en Marbella y final en Granada. 
El vencedor, el español Eduardo Chozas, cubrió la prueba a una velocidad media de 38,647 km/h. La clasificación de la regularidad fue para el alemán Olaf Ludwig mientras que en la clasificación de la montaña se impuso Miguel Ángel Martínez y en la de las metas volantes el italiano Fabrizio Bontempi. 

## Etapas
| Etapa | Fecha         | Recorrido                | Km    | Ganador de la etapa |
| 1ª    | 6 de febrero  | Marbella - Benalmádena   | 184,6 | Olaf Ludwig         |
| 2ª    | 7 de febrero  | Mijas - Motril           | 164,5 | Olaf Ludwig         |
| 3ª    | 8 de febrero  | Salobreña - Almería      | 162,6 | Pascal Lance        |
| 4ª    | 9 de febrero  | Almerimar - Dúrcal       | 157,6 | Eduardo Chozas      |
| 5ª    | 10 de febrero | Armilla - Torredonjimeno | 118,4 | Olaf Ludwig         |
| 6ª    | 11 de febrero | Jaén - Granada           | 120,3 | Kenneth Weltz       |